# Delphinium oxysepalum
Delphinium oxysepalum — вид квіткових рослин родини жовтецевих (Ranunculaceae). Ареал: Словаччина, Польща.

## Екологія
Населяє альпійські заплави, галявини серед дерев, осипи скель та щебінь на силікатних, а частіше вапнякових субстратах. Оптимальний ареал проживання — в субальпійському поясі, але зустрічається від рівня гір до рівня альпійського.

## Морфологічна характеристика

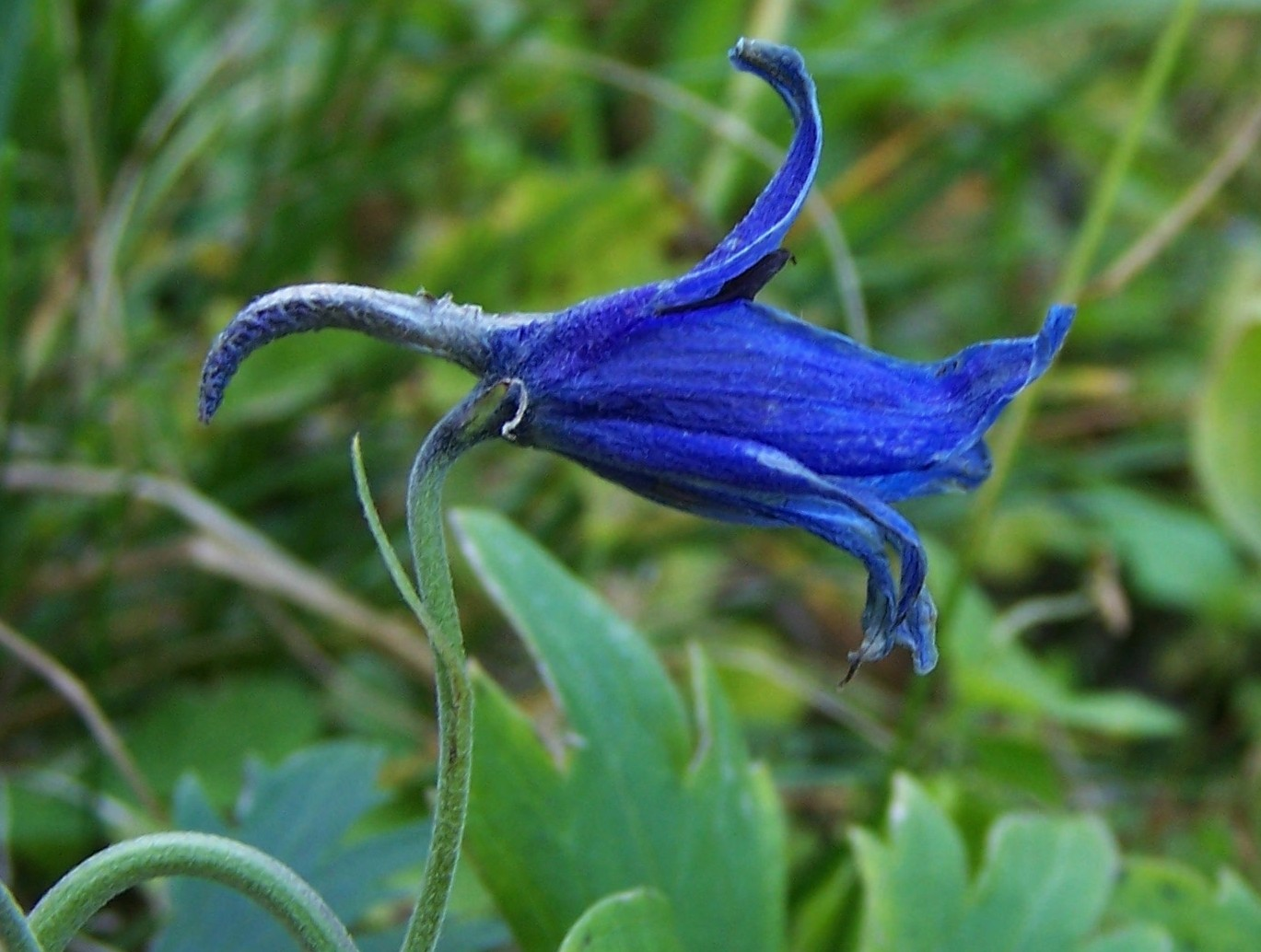

Корінь товстий і міцний. Стебла цієї рослини нерозгалужені, прямовисні, товсті, зверху густо притиснуто запушені й досягають розміру 10–100 см. Листки супротивні, пальчасто-роздільні, голі або слабоволосисті, глибоко 5-лопатеві, а листочки 3-лопатеві, глибоко зубчасті. Синьо-фіолетові квітки симетричні. Густоволосисті квітки розміром 2–4 см не рахуючи шпорця, який завжди коротший за довжину пелюстки. Чашолистки довгі й мають загострені кінці. Тичинки численні. Плід — листянка, насіння — з крильцями.